# Thiên thạch học
Thiên thạch học là một bộ môn khoa học liên quan đến thiên thạch  và các vật thể ngoài trái đất khác giúp chúng ta hiểu hơn về nguồn gốc và lịch sử của Hệ Mặt trời. Nó được kết nối chặt chẽ với hoá học vũ trụ, khoáng vật học và địa hóa học. Một chuyên gia nghiên cứu về thiên thạch học được biết đến như một nhà thiên thạch học.
Nghiên cứu khoa học về khí tượng học bao gồm việc thu thập, xác định và phân loại thiên thạch, sau đ1 phân tích các mẫu được lấy từ chúng trong phòng thí nghiệm. Các phân tích điển hình bao gồm điều tra các khoáng chất tạo nên thiên thạch, vị trí tương đối của chúng, định hướng và thành phần hóa học, phân tích tỷ lệ đồng vị và xác định niên đại bằng phép đo phóng xạ. Những kỹ thuật này được sử dụng để xác định tuổi, quá trình hình thành và lịch sử tiếp theo của vật liệu hình thành thiên thạch. Điều này cung cấp thông tin về lịch sử của Hệ mặt trời, cách nó hình thành và phát triển và quá trình hình thành hành tinh.

## Lịch sử điều tra
Trước khi tài liệu của Ligigle ra đời, người ta thường tin rằng thiên thạch là một cái gì đó theo quan điểm mê tín và những người tuyên bố nhìn thấy chúng rơi từ không gian là đang nói dối
Năm 1960 John Reynold đã phát hiện ra một số thiên thạch có lượng vượt quá 129 Xe, kết quả của sự hiện diện của 129I trong tinh vân mặt trời.

## Phương pháp điều tra

### Khoáng vật học
Sự hiện diện hay vắng mặt của một số khoáng chất là biểu hiện của các quá trình vật lý và hóa học. Tác động trên vật thể mẹ được ghi lại bởi tác động breccias và giai đoạn khoáng vật áp suất cao (ví dụ coesit, akimotoite, majorite, ringwoodit, stishovit, wadsleyit). Các khoáng chất chứa nước và các mẫu nước lỏng (ví dụ, Zag, Monahans) là một chỉ số cho hoạt động thủy nhiệt trên vật thể mẹ (ví dụ khoáng sét).

### Tuổi phóng xạ
Phương pháp đo phóng xạ có thể được sử dụng để xác định các giai đoạn khác nhau trong lịch sử của một thiên thạch. Ngưng tụ từ tinh vân mặt trời được ghi nhận bởi các chondrule giàu nhôm calci. Chúng có thể được xác định niên đại bằng cách sử dụng các hạt nhân phóng xạ có trong tinh vân mặt trời (ví dụ 26Al /26Mg, 53 Mn / 53 Cr, U / Pb, 129I/129Xe). Sau khi vật liệu ngưng tụ bồi tụ thành các hành tinh có kích thước nóng chảy và phân biệt đủ kích thước diễn ra. Các quy trình này có thể được xác định niên đại bằng các phương pháp U / Pb, 87Rb /87Sr, 147Sm /143Nd và 176Lu /176Hf. Sự hình thành và làm mát lõi kim loại có thể được xác định bằng cách áp dụng phương pháp 187Re /187Os cho thiên thạch sắt. Các sự kiện tác động quy mô lớn hoặc thậm chí phá hủy vật thể mẹ có thể được xác định niên đại bằng phương pháp 39Ar /40Ar và phương pháp theo dõi phân hạch 244Pu. Sau khi rời khỏi vật thể mẹ, các thiên thạch được tiếp xúc với bức xạ vũ trụ. Độ dài của các bức xạ này có thể được xác định bằng cách sử dụng phương pháp 3H /3He, 22 Na / 21 Ne, 81 Kr / 83 Kr. Sau khi tác động lên trái đất (hoặc bất kỳ hành tinh nào khác được che chắn đủ tia vũ trụ), các hạt nhân phóng xạ vũ trụ sẽ phân rã và có thể được sử dụng cho đến thời điểm kể từ khi thiên thạch rơi xuống. Các phương pháp tính thời gian tiếp xúc mặt đất này là 36Cl, 14 C, 81 Kr.